# Sawangan (Sawangan)
Sawangan is een bestuurslaag in het regentschap Magelang van de provincie Midden-Java, Indonesië. Sawangan telt 4444 inwoners (volkstelling 2010).